# Clones
Clones je drugi studijski album slovenske elektronske skupine Borghesia, ki je izšel oktobra 1984 pri založbi Galerija ŠKUC izdaja, založbi Galerije ŠKUC. Izdan je bil v nakladi 500 izvodov, izšla pa je tudi inštrumentalna različica za različne video projekte.
Leta 2012 je pri sanfranciški založbi alternativne glasbe Dark Entries Records izšla remasterizirana verzija. Remastering je opravil George Horn.

## Seznam pesmi
Vse pesmi je napisala skupina Borghesia.
| Stran A | Stran A                              | Stran A |
| Št.     | Naslov                               | Dolžina |
| ------- | ------------------------------------ | ------- |
| 1.      | „Pier 46‟                            | 3:41    |
| 2.      | „Graffiti No. 1‟                     | 2:37    |
| 3.      | „Graffiti No. 2 (We Are Everywhere)‟ | 4:33    |
| 4.      | „Lustmörder‟                         | 4:43    |
| 5.      | „Secret Affair No. 1‟                | 3:31    |

| Stran B | Stran B               | Stran B |
| Št.     | Naslov                | Dolžina |
| ------- | --------------------- | ------- |
| 1.      | „Z.M.R.‟              | 3:50    |
| 2.      | „Cindy Sherman‟       | 3:50    |
| 3.      | „Lini je sile‟        | 4:28    |
| 4.      | „Secret Affair No. 2‟ | 3:08    |
| 5.      | „Secret Affair No. 3‟ | 2:50    |
| 6.      | „Obnova‟              | 1:55    |

## Zasedba
Borghesia
- Aldo Ivančić — kitara, bas kitara, programiranje, sintesajzer
- Dario Seraval — kitara, bas kitara, programiranje, sintesajzer
- Borut Kržišnik — kitara

Tehnično osebje
- Jane Štravs — fotografija
- Željko Luketić — oblikovanje knjižice albuma
- George Horn — mastering (izdaja iz 2012)